# 小安的列斯群岛
小安的列斯群岛（英語：Lesser Antilles），又称加勒比群岛，是位于加勒比海西印度群岛中安的列斯群岛东部和南部的岛群。群岛呈圆弧状，从波多黎各以东开始，向南穿过背风群岛和向风群岛，几乎到达南美洲，然后沿着委内瑞拉海岸（背风安的列斯群岛）向西转向，直到阿鲁巴。巴巴多斯位于向风群岛以东约100英里处，与世隔绝。
小安地列斯群岛的原住民为加勒比人，西边大安的列斯群岛的原住民为泰诺人，它们之间的边界被称为“毒箭帷幕”，这是因为毒箭是16世纪加勒比人抵御欧洲殖民者最喜欢使用的武器。
小安的列斯群岛政局比起鄰近的中美洲和海地要來的穩定不少，當地治安也好過不少南美國家，吸引不少遊客前往當地渡假，使其觀光產業相當的繁榮。

## 欧洲殖民时期历史
西班牙人是第一批到达这些岛屿的欧洲人。1493年，在哥伦布的第二次航行中，他到达了加勒比海沿岸，在那里他发现了小安的列斯群岛中的几个岛屿。他把这次旅行中发现的第一个岛屿叫做Deseada。西班牙人宣称对多米尼克岛以及玛丽-加朗特岛拥有主权。随后他们停泊在瓜德罗普岛的旁边。后来他们访问了蒙特塞拉特、安提瓜和圣克里斯托弗。然后他们穿越了“一万一千贞女”群岛（Eleven Thousand Virgins）。在接下来的几个世纪里，西班牙、法国、荷兰、丹麦和英国相互争夺这些岛屿。1625年英國人抵達巴巴多斯，1627年在島上建立殖民地。1966年巴巴多斯自英國獨立。
1625年，法国商人和冒险家皮埃尔·贝兰·德南比克（Pierre Belain d'Esnambuc）乘船前往加勒比海，希望在圣克里斯多福岛（圣基茨）建立一个法国人的定居点。1626年，皮埃尔·贝兰·德南比克领导的法国人赶走了瓜德罗普岛上的西班牙殖民者。但在1635年9月15日，贝兰被英国人驱逐出圣克里斯多福岛。随后，他带领80-150名法国定居者一起在圣佩德罗港登陆，并他在马提尼克岛建立了法国第一个永久殖民地圣皮埃尔。他声称马提尼克为法国国王路易十三和“美洲岛公司”所拥有。如今，瓜德罗普岛和马提尼克岛是法国的两个海外省。法属圣马丁和圣巴泰勒米曾是瓜德罗普省的一部分，自2007年以来从瓜德罗普分离，成为法国的海外集体。
1498年8月15日，哥伦布在其第三次航海时发现了现今委内瑞拉的玛格丽塔岛。随后，他又发现了委内瑞拉大陆以及科切岛和库瓦瓜岛，这两个岛屿地势低矮且干旱。1810年4月19日，委内瑞拉脱离西班牙的控制，并于1811年7月5日正式宣告独立。这些岛屿也在之后成为了委内瑞拉的一部分。1938年，小安的列斯群岛中属于委内瑞拉的部分被划分为两个不同的实体：新埃斯帕塔州和联邦属地。
16世纪，特立尼达省由西班牙人创建的，其首府是圣约瑟夫。但在拿破仑战争期间，英国军队于1797年2月占领了该领土。1802年，西班牙於亞眠和約中承认了英国的主权。多巴哥岛自17世紀起多次易手於歐洲各國之間，1781年起被法國佔領，1814年在巴黎條約中轉讓給英國。1887年兩島併為一殖民地，1962年獨立。
1898年，西属维尔京群岛被西班牙转让给美国。1917年，美国又买下了丹属维尔京群岛。维尔京群岛的另外部分属于英国。英国于17世纪相继占领了托土拉岛、阿内加达岛以及维尔京戈尔达岛，由此逐渐形成了英属维尔京群岛。
荷兰西印度公司于1634年开始在库拉索岛殖民，1636年延伸殖民制度至博奈尔、圣尤斯特歇斯及阿鲁巴，1640年开始在萨巴拓殖，1648年与法国瓜分圣马丁岛而得到荷属圣马丁区域。二战之后，各个岛屿自治呼声增强，荷兰终结了在当地的殖民统治，荷兰在加勒比地区的领地被命名为荷属安的列斯。1986年阿鲁巴脱离荷属安的列斯群岛，正式成为荷兰王国的一部分。2010年，荷属安的列斯群岛的其余部分正式解散，库拉索和荷属圣马丁同阿鲁巴一样成为荷兰的构成国，博奈尔、圣尤斯特歇斯和萨巴则成为荷兰的特别行政区。

## 行政区划
小安的列斯群岛包括八个主权国家和许多其他国家的海外领地。小安的列斯群岛总面积和总人口的三分之一以上位于特立尼达和多巴哥境内，特立尼达和多巴哥是一个主权国家，由向风岛链最南端的两个岛屿组成。

### 主权国家
| 国名                 | 行政区划     | 面积 (km2) | 人口 (截止2005年6月1日) | 人口密度 (/km2) | 首都     |
| -------------------- | ------------ | ---------- | ----------------------- | --------------- | -------- |
| 安提瓜和巴布达       | 安提瓜岛堂区 | 440        | 85,632                  | 195             | 圣约翰   |
| 安提瓜和巴布达       | 巴布达岛     | 161        | 1,370                   | 9.65            | 科德林顿 |
| 安提瓜和巴布达       | 雷东达岛     | 2          | 0                       | 0               | N/A      |
| 巴巴多斯             | 堂区         | 431        | 284,589                 | 660             | 布里奇顿 |
| 多米尼克             | 堂区         | 754        | 72,660                  | 96.3            | 罗索     |
| 格林纳达             | 堂区         | 344        | 110,000                 | 319.8           | 圣乔治   |
| 圣基茨和尼维斯       | 堂区         | 261        | 42,696                  | 163.5           | 巴斯特尔 |
| 圣基茨和尼维斯       | 尼维斯岛     | 93         | 12,106                  | 130.1           | 查尔斯敦 |
| 圣卢西亚             | 行政区       | 616        | 173,765                 | 282             | 卡斯特里 |
| 圣文森特和格林纳丁斯 | 堂区         | 389        | 110,000                 | 283             | 金斯敦   |
| 特立尼达和多巴哥     | 特立尼达     | 5,131      | 1,405,953               | 253.3           | 西班牙港 |
| 特立尼达和多巴哥     | 多巴哥       | 300        | 60,000                  | 180             | 斯卡伯勒 |
| Total                |              | 8,367      | 2,179,295               | 260.5           |          |

### 其他国家的海外领土
| 地名                      | 所属国家 | 行政区划              | 面积 (km2) | 人口 (截止2005年6月1日) | 人口密度 (/ km2) | 首府              |
| ------------------------- | -------- | --------------------- | ---------- | ----------------------- | ---------------- | ----------------- |
| 阿鲁巴                    | 荷兰王国 | 行政区(Districts)     | 193        | 103,065                 | 534.0            | 奥拉涅斯塔德      |
| 安圭拉                    | 英国     | 行政区                | 91         | 13,600                  | 149.4            | 瓦利              |
| 博奈尔                    | 荷兰     |                       | 288        | 14,006                  | 48.6             | 克拉伦代克        |
| 英属维尔京群岛            | 英国     | 行政区                | 153        | 27,000                  | 176.5            | 罗德城            |
| 库拉索                    | 荷兰王国 | 行政区                | 444        | 180,592                 | 406.7            | 威廉斯塔德        |
| 瓜德罗普                  | 法国     | 省区(Arrondissements) | 1,780      | 440,000                 | 247.2            | 巴斯特尔          |
| 马提尼克                  | 法国     | 省区                  | 1,128      | 400,000                 | 354.6            | 法兰西堡          |
| 蒙特塞拉特                | 英国     | 堂区                  | 120        | 4,655                   | 38.8             | 布莱兹            |
| 萨巴                      | 荷兰     |                       | 13         | 1,424                   | 109.5            | 博托姆            |
| 圣巴泰勒米                | 法国     | 堂区                  | 21         | 7,448                   | 354.6            | 居斯塔维亚        |
| 法属圣马丁                | 法国     |                       | 53         | 35,000                  | 660.4            | 马里戈特          |
| 圣尤斯特歇斯              | 荷兰     |                       | 34         | 3,100                   | 91.2             | 奥拉涅斯塔德      |
| 荷属圣马丁                | 荷兰王国 |                       | 34         | 40,917                  | 1,203.4          | 菲利普斯堡        |
| 西属维尔京群岛 (波多黎各) | 美国     | 区(Barrios)           | 165.1      | 11,119                  | 67.35            | Culebra Isabel II |
| 美属维尔京群岛            | 美国     | 行政区                | 346        | 108,448                 | 313.4            | 夏洛特阿马利亚    |
| 新埃斯帕塔州              | 委内瑞拉 |                       | 1,150      | 491,610                 | 427.5            | 拉亚松森          |
| 联邦属地 (委内瑞拉)       | 委内瑞拉 | 联邦属地              | 342        | 2,155                   | 6.3              | 格兰罗克岛        |
| Total                     |          |                       | 5,997      | 1,769,955               | 320.1            |                   |

## 岛屿
主要岛屿如下：（由北至南再向西）

### 背风群岛
- 维尔京群岛：
  - 西属维尔京群岛：库莱布拉岛、别克斯岛（ 波多黎各；美国）
  -  美屬維爾京群島：圣托马斯岛、圣约翰岛、圣克罗伊岛、沃特岛（英语：Water Island, U.S. Virgin Islands）（美国）
  -  英屬維爾京群島：约斯特·范代克岛、托尔托拉岛、维尔京戈尔达岛、阿内加达岛（英国）
- （英国）
- 圣马丁岛（法国/荷兰）
  -  法属圣马丁
  -  荷屬聖馬丁
- （法国）
- （荷兰）
- （荷兰）
- 圣基茨和尼维斯
  - 圣基茨岛
  - 尼维斯岛
- 安地卡及巴布達
  - 安提瓜岛
  - 巴布达岛
  - 雷东达岛
- （英国）
- （法国）
  - 拉代西拉德岛
  - 桑特群岛
  - 玛丽-加朗特岛

### 向风群岛
- 多米尼克
- (法國)
- 圣卢西亚
- - 圣文森特
  - 格林纳丁斯
- 格瑞那達
  - 卡里亚库和小马提尼克

#### 独立的岛屿[註 1]
- [註 2][2][3][4]
- 千里達及托巴哥[註 3][5][6][7]

### 背风安的列斯群岛
- ABC群岛:
  - 阿鲁巴岛（荷蘭王國自治國）
  - 博奈尔岛（荷兰加勒比区，荷兰的公共实体）
  - 库拉索岛（荷蘭王國自治國）
- 联邦属地 (委内瑞拉)[註 4]:
  - 洛斯蒙赫斯群岛
  - 拉托尔图加岛
  - 拉索拉岛
  - 濱海群岛
  - 洛斯弗赖莱斯群岛
  - 帕托斯岛
  - 罗克斯群岛
  - 布兰基亚岛
  - 兄弟群岛
  - 拉奥奇拉岛
  - 拉斯阿韦斯群岛
- 新埃斯帕塔州（委内瑞拉）
  - 玛格丽塔岛
  - 科切岛
  - 库瓦瓜岛
- 法尔孔州 （委内瑞拉）
  - 帕拉瓜纳半岛